# Internațional Curtea de Argeș
Internațional Curtea de Argeș – rumuński klub piłkarski z siedzibą w Curtea de Argeș.

## Historia
Chronologia nazw:
- 2000–2005: Internațional Pitești
- 2007–2011: Internațional Curtea de Argeș

Klub piłkarski Internațional Pitești został założony w 2000 przez Iona Lazăra. W sezonie 2000/01 zdobył pierwsze miejsce w Dywizji C i awansował do Dywizji B. Do 2005 występował w II lidze, a potem został rozwiązany.
Po dwóch latach w 2007 Ion Lazăr ponownie organizuje klub, ale teraz w Curtea de Argeș. W sezonie 2007–2008 klub zdobył pierwsze miejsce w III lidze i awansował do II ligi. W następnym sezonie zajął drugie miejsce i awansował w 2009 do Liga I. W sezonie 2009/2010 klub zakończył rozgrywki na 12. miejscu. Ze względu na nieuzyskanie licencji pierwszoligowej klub został zdegradowany do Liga II.

## Sukcesy
- wicemistrz II ligi: 2009

## Stadion
Stadion Municipal obecnie jest w stanie rekonstrukcji do 2010 roku. Może pomieścić 7500 widzów.